# پارواتی اوماناکوتان
پارواتی اوماناکوتان (انگلیسی: Parvathy Omanakuttan؛ زادهٔ ۱۳ مارس ۱۹۸۷) بازیگر و مدل اهل هند است که عنوان ملکه زیبایی هند ۲۰۰۸ را به دست آورد و نماینده هند در مسابقه دوشیزهٔ جهان ۲۰۰۸ بود؛ جایی که به عنوان نایب‌قهرمان ۲۰۰۸ انتخاب شد. او همچنین در این رقابت‌ها موفق به کسب عناوین دوشیزه دنیا در منطقهٔ آسیا و اقیانوسیه شد.
از فیلم‌ها یا برنامه‌های تلویزیونی که وی در آن نقش داشته‌است می‌توان به بیلا ۲ اشاره کرد.